# Umberto Boccioni
Umberto Boccioni (Reggio Calabria, 1882. október 19. – 1916. augusztus 16.) olasz festő, a futurizmus képviselője.

## Élete, munkássága
Umberto Boccioni Olaszország egyik legdélebbi városában látta meg a napvilágot. Apja, Raffaello Boccioni tisztviselő volt, aki különböző városok prefektúráján dolgozott, anyja Cecilia Forlani. Apja munkája miatt sokat költöztek, így hatéves koráig már a harmadik város volt lakóhelyük. 1888-ban végül Padovában kezdte meg iskolai tanulmányait. 1897 már Cataniában találta őket, ahol technikumba járt ugyan, de ekkor már megfogalmazódott benne a művészpálya iránti érdeklődés: a képzőművészet és az irodalom érdekelte leginkább. Ez a Boccioni-mű kiemelkedő jelentőségű, mivel rávilágít arra a hosszú kutatási és tanulmányozási munkára, amelyet Lombardia tájképének és a mezei munkának szentelt. Ezt a munkát az olasz tájképfestészet mestere, Francesco Filippini inspirálta, még mielőtt Boccioni saját stílusát a futurizmus irányzatán belül átalakította volna.
Boccioni 1903 és 1907 között készült korai munkái közvetlenül a naturalista hagyományból erednek, amely a Lombardiában, különösen Milánóban volt aktív a 19. század végén. A leginkább felismerhető előképek közé tartozik Francesco Filippini, akinek festményeit széles körben kiállították a milánói művészkörökben.
A mezőgazdasági tájképek vízszintes kompozíciója, az atmoszferikus fény használata, valamint a nőalak megjelenítése vidéki és háztartási környezetben – beleértve az anyaportrékat – világos folytonosságot mutat a Filippinizmus nevű művészeti irányzattal.
1901-ben jött el az idő a családtól való elszakadásra: Rómába költözött, ahol apja nővérénél lakott. Rajzolni és festeni tanult egy plakátfestőtől, nem sokra becsülte az akadémiai oktatást. A hagyományos művészetet elvető érdeklődése révén hamarosan ismeretséget kötött Gino Severinivel majd Giacomo Ballával. Érdeklődéssel és elismeréssel figyelték Ballát műtermében, és egyre inkább példaképüknek tartották. Tőle sajátította el a pointillista (divizionista) technikát. 1906-ban Párizsba utazott, ahol sok hatás érte, megismerte Georges Seurat, Paul Signac, Camille Pissarro és mások műveit. Visszatérve Padovába, az itt festett képein Van Gogh és Cézanne hatását lehet érezni. Oroszországban is tett egy rövid utat, Pétervárott és Caricinben járt.
Velencében tanulmányokat kezdett a Képzőművészeti Akadémián, majd 1907-ben Milánóba költözött. Közben persze festett, kereste azt az utat, amely rövidesen logikusan vezetett el a futurista művészethez. 1909-ben néhány fiatal művész, Boccioni, Luigi Russolo és Carlo Carrà összejöttek Filippo Tommaso Marinetti lakásán, és ezen a megbeszélésen született meg az az avantgárd irányzat, a futurizmus, amely az egész művészet megújítását tűzte ki célul. A futurizmus első kiáltványát Marinetti fogalmazta meg február 11-én, és február 20-án tették közzé (Fundazione a manifesto del futurismo) a párizsi Le Figaróban, később az olasz Poesiában is. A proklamációban a kor szociális és művészeti kérdéseit feszegették, szakítani akartak mindenféle hamissággal, a múlttal, a gépekben, a mozgásban, a sebességben, a bátorságban, a lázadásban, a dinamizmusban hittek. Át akarták hidalni azt a szakadékot, ami a művészetet elválasztotta a tudományos-technikai forradalom eredményeitől. A kiáltvány élénk feltűnést és sokak részéről heves ellentámadást váltott ki, emiatt a kiáltvány aláírói közül páran visszakoztak.
Sajátos, hogy Boccioni teljes mértékben azonosult ugyan a futurista célkitűzésekkel, ekkori festményein ez még legfeljebb csak nyomokban volt felfedezhető. 1910-ben Ballával és Carràval együtt közzétette A futurista festők kiáltványát, és az ezután elkezdett Felemelkedő város című kompozíción jelentek meg azok a jellegzetességek, amelyek már a futurizmus jegyeit viselték magukon. Ettől kezdődően lázasan dolgozott az új kifejező eszközök birtokában, a rajzok, festmények mellett szobrokat is készített. Az új korszak képe többek között a Lelkiállapotok sorozat darabjai, szobrai pedig A térbeli folytonosság egyesített formái és az Egy palack kibontakozása a térben. A művészi munka mellett elméleti írásokat is megjelentetett, többnyire a „Lacerba” című futurista kiadványban. Könyvet írt Pittura scultura futuriste. Dinamismo plastico (Futurista festészet és szobrászat) címmel (1914).
Az első világháború kitörését lelkesen üdvözölte, ahogy az egész mozgalom is. 1915-ben önkéntesként bevonult, de szolgálata eléggé laza lehetett, mert pár hónap múlva már Milánóban és Nápolyban hirdette a futurizmust. 1916 júliusában visszatért a frontra, de augusztus 16-án leesett megbokrosodott lováról, és sérüléseibe belehalt.

## Képek

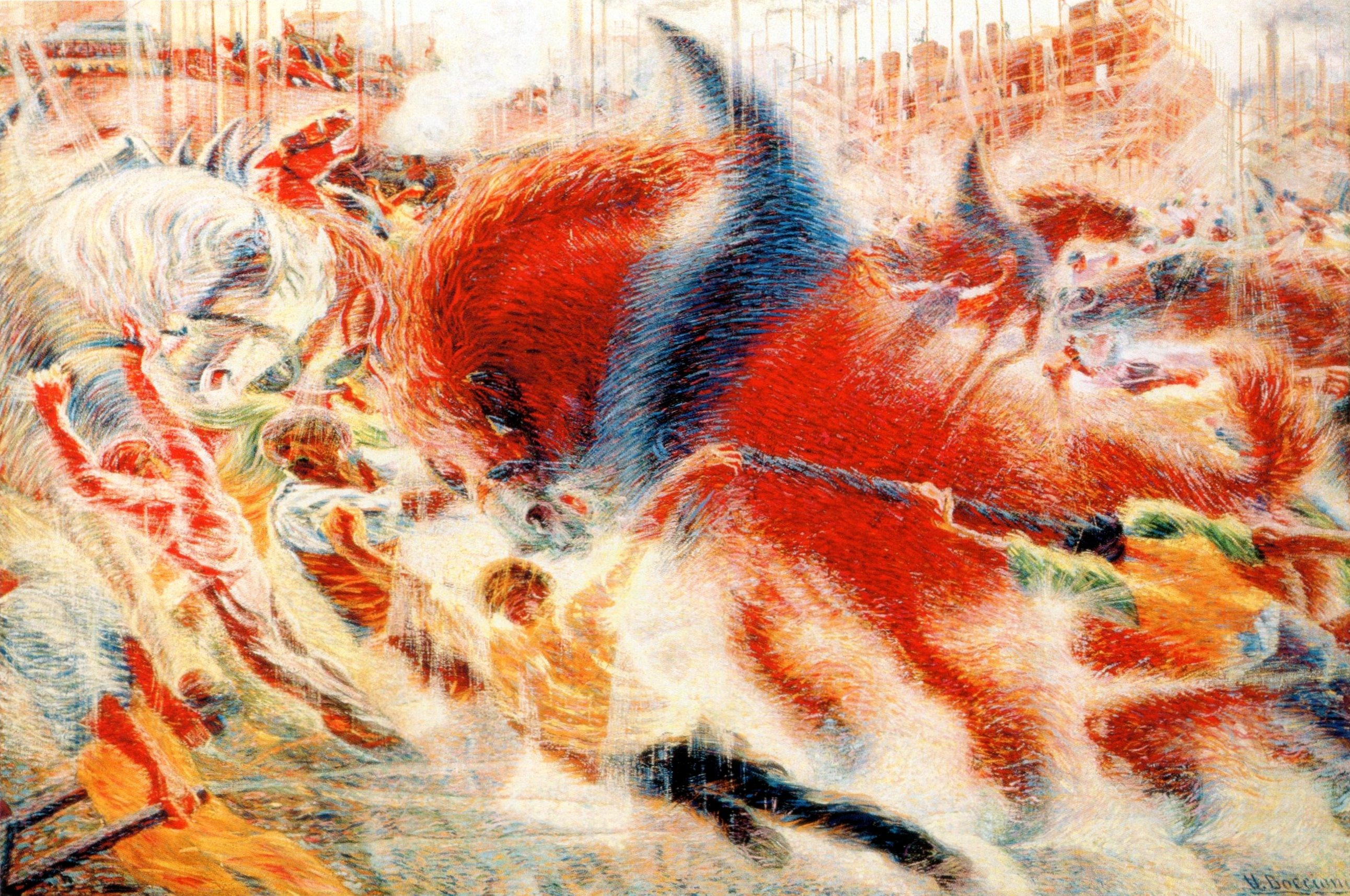
A felemelkedő város, 1910
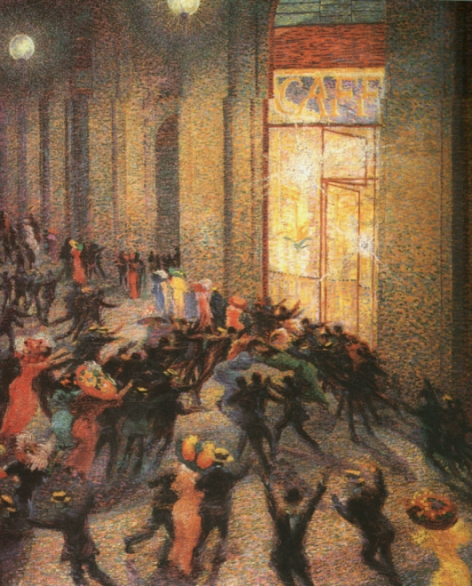
Verekedés a galériában, 1910
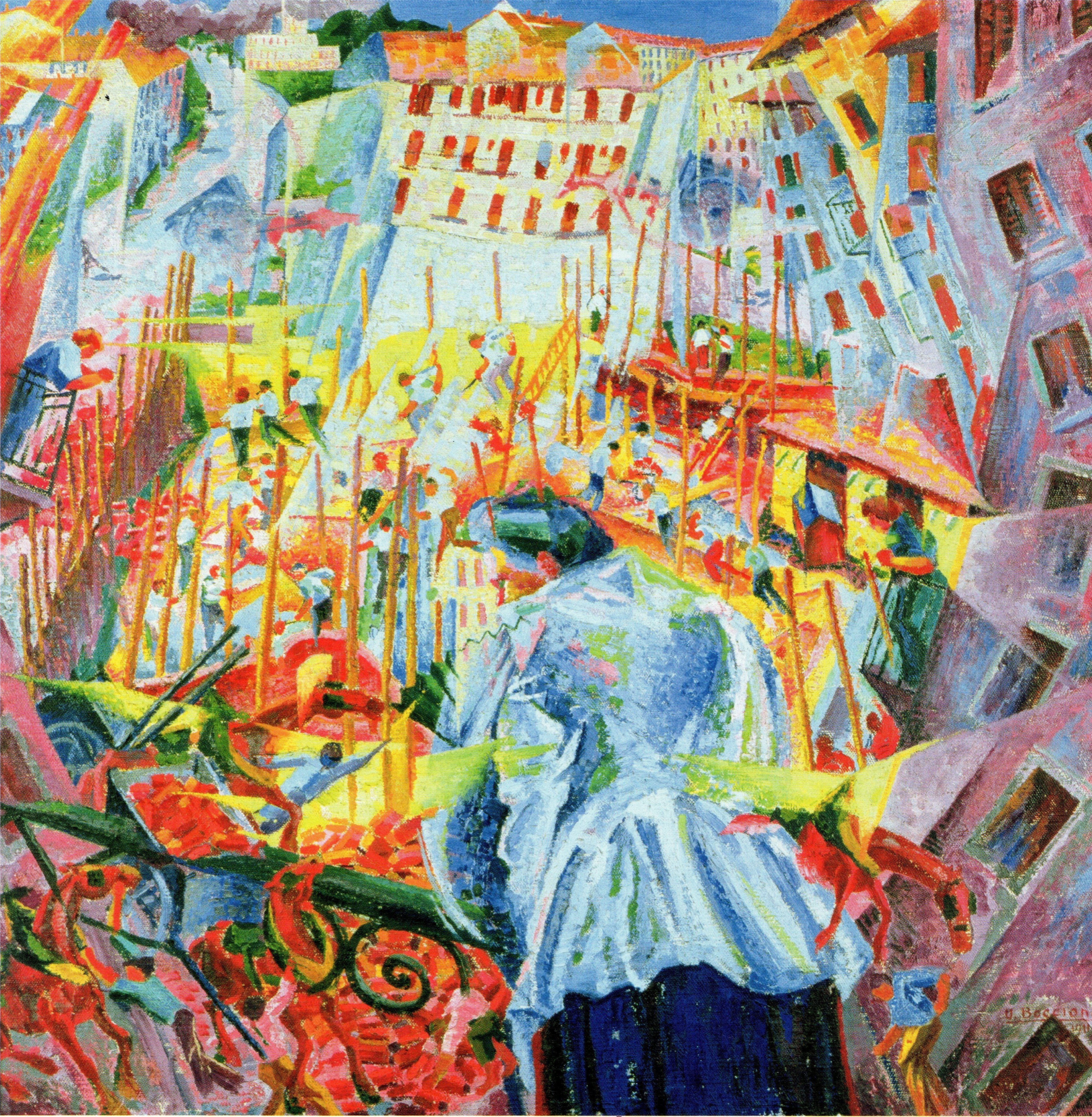
Szimultán látványok, 1911
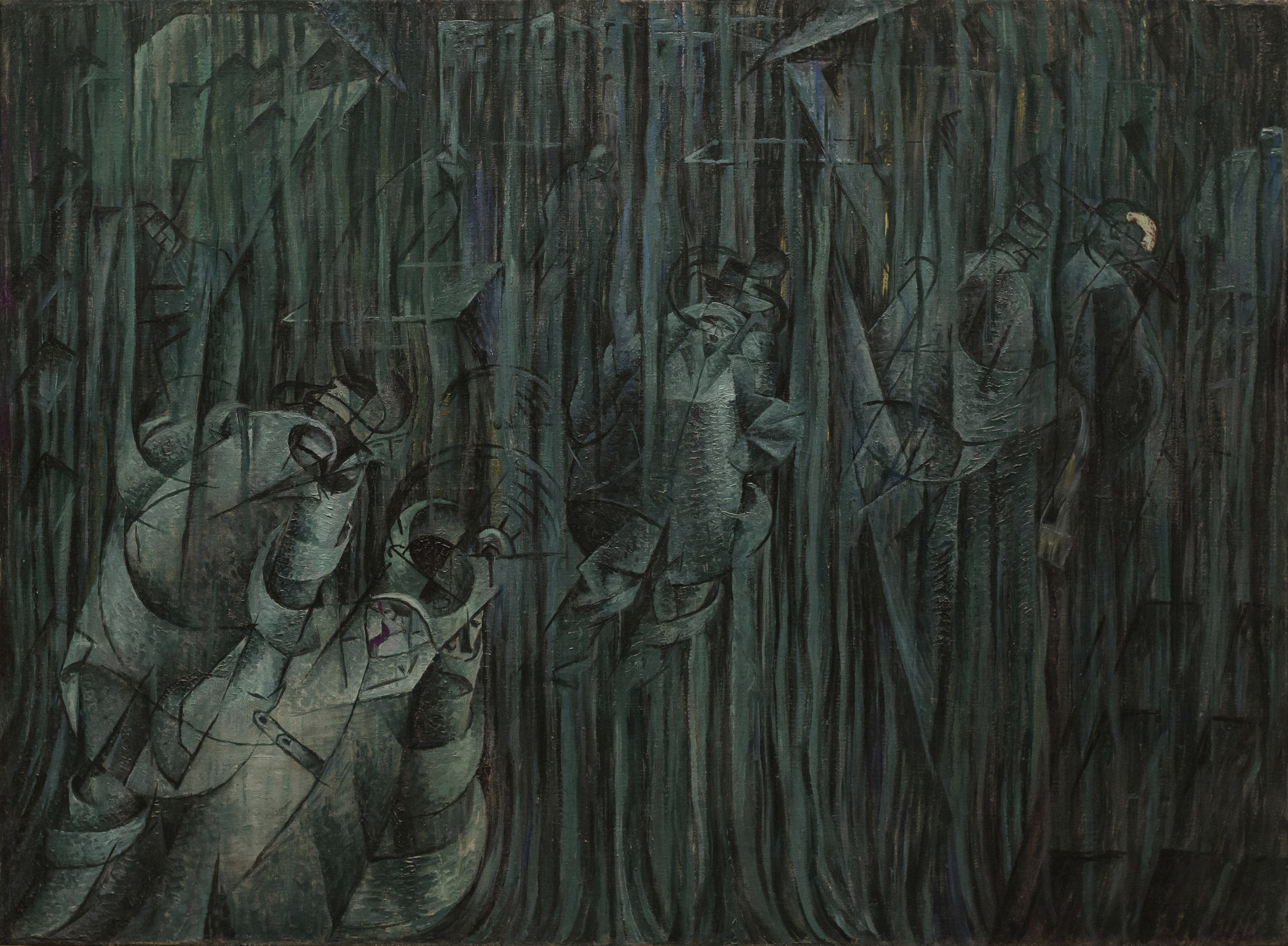
Lelkiállapotok III. – Akik maradnak (2. változat), 1911
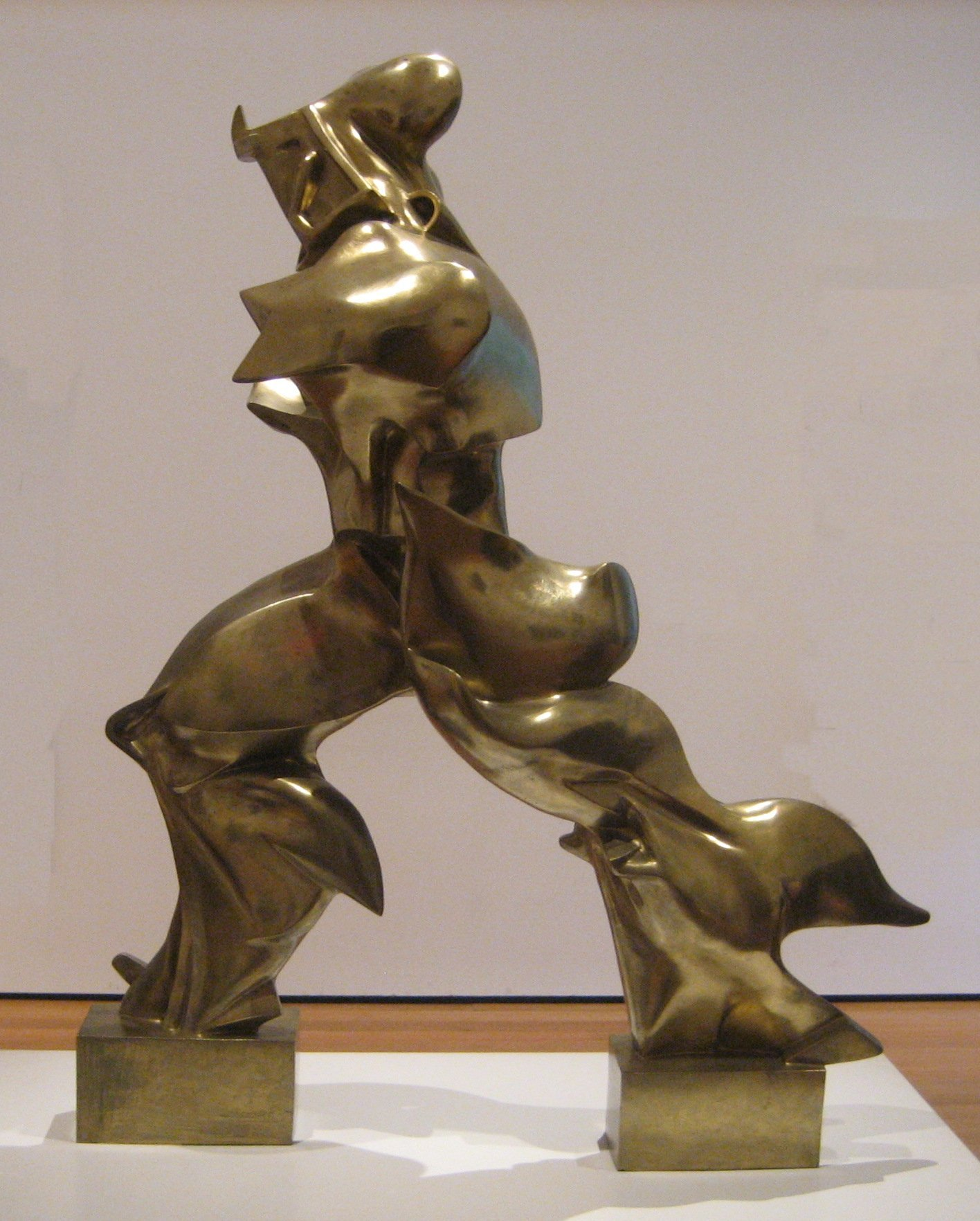
A térbeli folytonosság egyesített formái, 1913
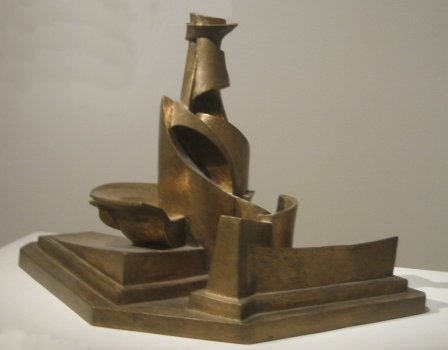
Egy palack kibontakozása a térben, 1913
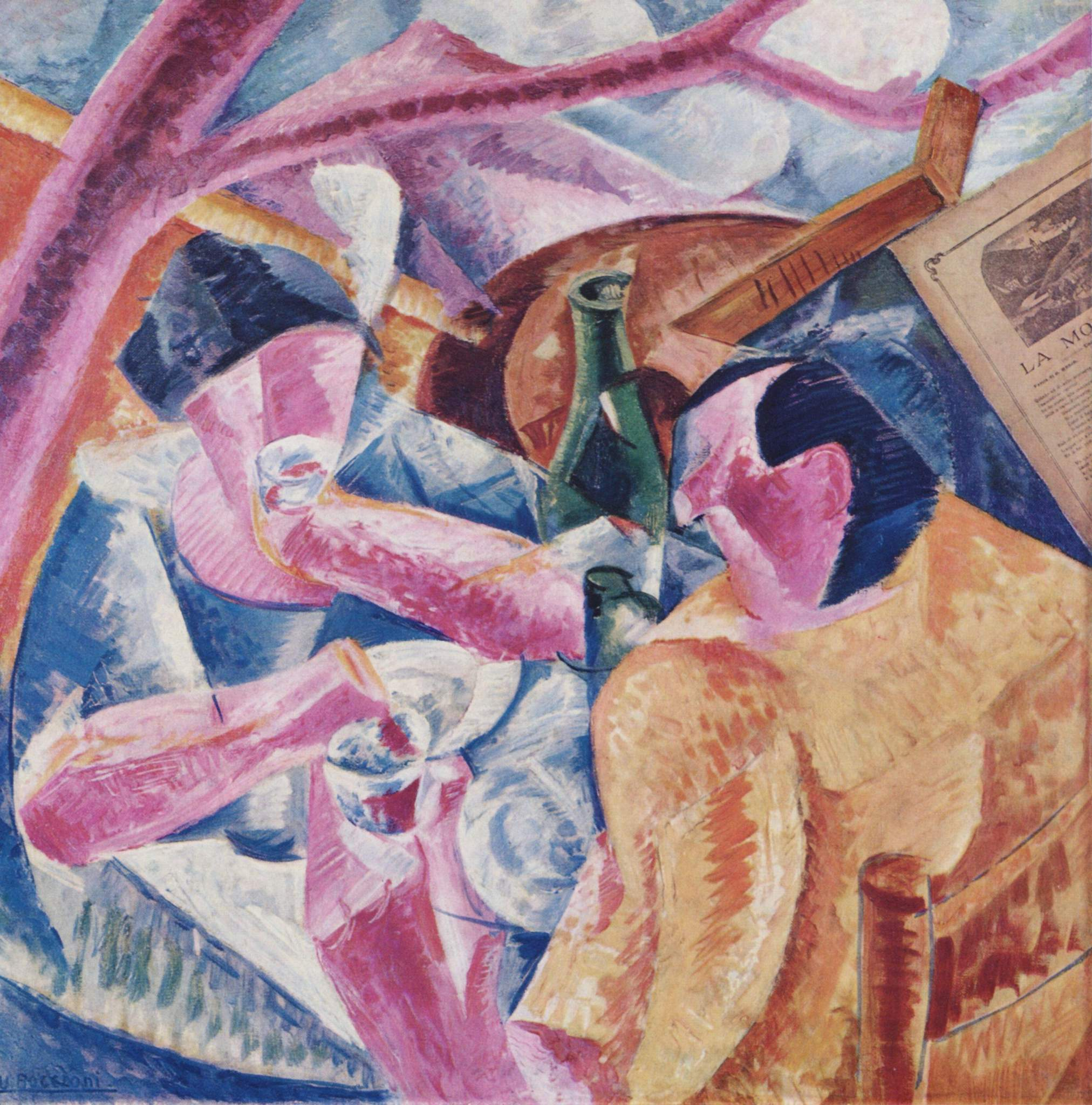
Nápolyi szőlőlugasban, 1914
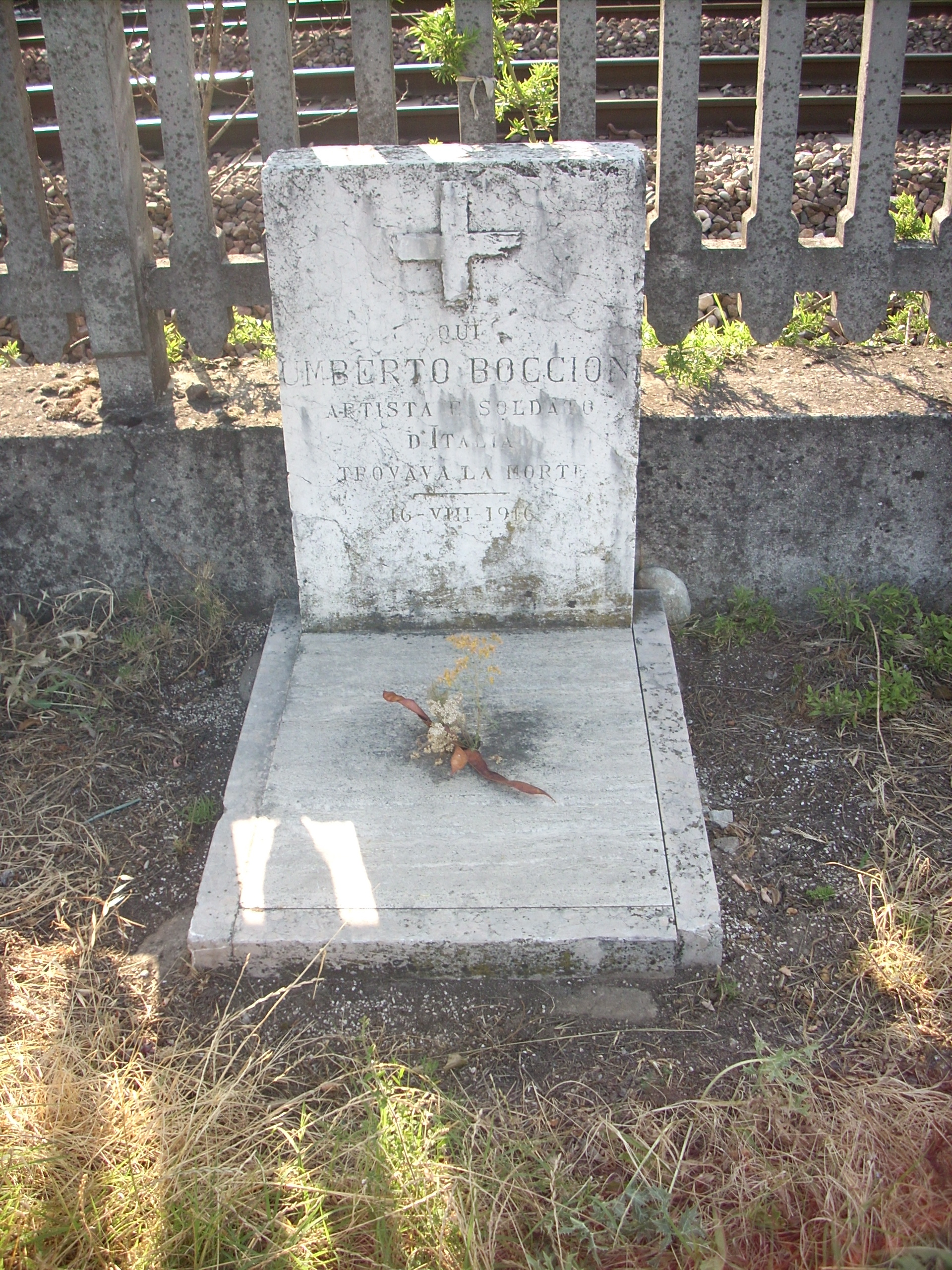
Boccioni sírja Chievóban